# Robert de Brauw

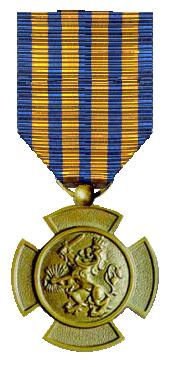
Bronzen Leeuw

Jhr. mr. Robert de Brauw, (Emmerik, Duitsland, 7 februari 1917 – Kdo Neustadt in Holstein, 4 mei 1945) was een Nederlands tennisser. Hij heeft het in 1938 tot Wimbledon gebracht, waar hij van Mohammed Khan verloor. Ook was hij verzetsstrijder tijdens de Tweede Wereldoorlog. Hij werd samen met de agent Meint Adolf Smid (1921-1984) in de nacht van 7 op 8 augustus 1944 geparachuteerd in de omgeving van Driebergen-Leersum. Hij werkte als radiotelegrafist/codist voor het Bureau Inlichtingen (BI). Hij had de opdracht om het Nederlands verzet te coördineren. Zijn radiozender werd uitgepeild. 
Hij werd op 14 oktober 1944 door de Sicherheitsdienst (SD) gearresteerd. Op 4 mei 1945 kwam hij om het leven, na een bombardement dat de geallieerden uitvoerden op het passagiersschip “Cap Arcona”.

## Voor de Tweede Wereldoorlog
Voor de Tweede Wereldoorlog was De Brauw reserve eerste luitenant bij het wapen der Artillerie. Na de demobilisatie van de krijgsmacht verleende hij aan de Ordedienst (OD) zijn medewerking. In de loop van 1943 besloot hij uit te wijken naar Engeland om zich aan te sluiten bij de Nederlandse troepen Engeland.

## Reis naar Engeland
In 1943 vertrok hij naar Engeland. Vermomd als Belgische arbeider reisde hij, met goed vervalste papieren, met de trein via België en Frankrijk naar Spanje. In november 1943 voegde zij zich bij een gezelschap politieke vluchtelingen. Het gezelschap bestond uit Nederlanders, Belgen en Fransen. De meesten van hen waren officier. Onder de leiding van een Baskische passeur liep het gezelschap in drie dagen en nachten vanuit Mauléon-Licharre door de Pyreneeën naar Spanje. In Spanje werden ze aangehouden door de Spaanse Guardia Civil. Na enige tijd in Pamplona in de gevangenis te hebben doorgebracht volgde een verblijf in het primitieve concentratiekamp Miranda de Ebro, in de provincie Burgos. Na zijn vrijlating reisde De Brauw, per trein, via Madrid naar het Portugese havenplaatsje Vila Real de Santo António aan de Golf van Cádiz in de Algarve. Op een als vrachtschip gecamoufleerd Engels Marineschip scheepte hij zich in. Buitengaats trokken de bemanningsleden hun Marine uniform aan. De gecamoufleerde stukken geschut werden aan dek zichtbaar en het oorlogsschip zette koers naar Gibraltar. In Gibraltar volgde een verkorte militaire opleiding. Daarna werden de “frontsoldaten” ingescheept en voer het marineschip in een konvooi via de kust van Noord-Afrika naar de stad Liverpool in Engeland. Het Engelse slagschip Warspite maakte deel uit van het konvooi. In februari 1944 zette De Brauw vaste voet op Engelse bodem.

## In Engeland
In Engeland werd De Brauw opgeleid tot agent van het Bureau Inlichtingen (BI). Het BI werkte nauw samen met de Engelse Secret Intelligence Service (SIS). Na zijn opleiding tot radiotelegrafist was hij gereed om boven bezet Nederland te worden geparachuteerd.

## Opdracht
De Brauw had van de minister van oorlog jhr. ir. Otto Cornelis Adriaan van Lidth de Jeude en het hoofd van het Bureau Inlichtingen (BI), de majoor Jan Marginus Somer, aanvullende en vooral corrigerende instructies meegekregen inzake de gewenste rol van de Ordedienst (OD) bij de coördinatie van de illegaliteit. Daarnaast diende De Brauw het overleg te openen met het Nationaal Steun Fonds, dat sinds kort onder toezicht van het College van Vertrouwensmannen stond. De Nederlandse regering in Londen was de mening toegedaan dat het door de agent Harm Steen (1916-1944), in maart 1944, gelegde contact met het Nationaal Steun Fonds aan hernieuwd overleg met Londen toe was.

## Terug naar Nederland
In de nacht van 7 op 8 augustus 1944 sprongen De Brauw en Max Smid boven de weilanden van Cothen, ten zuiden van Doorn, uit een Lockheed Hudson, een tweemotorige typische “all purpose” machine. Op het moment dat De Brauw uit het vliegtuig sprong bleef hij even aan het vliegtuig haken. Het gevolg was dat hij een paar kilometer van het geplande pinpoint landde. Hij maakte een harde landing in een karrenspoor en hij verstuikte zijn enkel. Tijdens zijn laatste oefensprong op het oefenveld van Ringway Airport in Manchester, in Engeland, was hem hetzelfde overkomen. De ongelukkige landing in het karrenspoor had de enkelblessure verergerd. De Brauw ontdeed zich van zijn hoge veldlaarzen. Met een van pijn vertrokken gezicht strompelde hij op zijn sokken rond, om het afgeworpen materiaal te kunnen bergen.
In een nabijgelegen roggeveld was een mand neergekomen. De mand bevatte levensmiddelen, tabakswaren, fietsbanden en allerlei artikelen die in bezet Nederland schaars waren. De inhoud van de mand diende om de medewerkers van de illegale organisaties, die aan de agenten hun medewerking verleenden, in “natura” te kunnen belonen. De Brauw kon de mand niet vinden. Gehandicapt door zijn enkelblessure was hij niet in staat om het materiaal in zijn eentje te bergen. Doordat De Brauw op een paar kilometer van het pinpoint terecht was gekomen was hij Smid uit het oog verloren. Hij stopte zijn laarzen en zijn pistool in de leg-bag. Toen hij de duiven, die hij uit Londen mee had gekregen, wilde loslaten om aan Londen het bericht van zijn aankomst te melden, kwam hij erachter dat de leg-bag die voor hem lag de leg-bag van Smid was. Op het vliegveld in Engeland had men de vergissing gemaakt de leg-bags  te verwisselen. In de praktijk kwam het erop neer dat zijn radiotelegrafist zijn werk niet kon doen want hier in het roggeveld lagen zijn radiozendontvanger, het zendplan en de kristallen. De Brauw verstopte de leg-bag in het roggeveld, waarna hij zich op weg begaf naar zijn contactpersoon in Amsterdam.

## Plaats van tewerkstelling
Het eerste aanloopadres dat hij in Amsterdam bezocht was bij de Eerste Nederlandsche Cement Industrie (ENCI) in Amsterdam. Aldaar moest hij contact opnemen met mr. Jaap le Poole, de leider van de verzetsgroep “Blaauw-Rinus” (B-R). De medewerkers van de verzetsgroep B-R richtten zich voornamelijk op de economische, de wetenschappelijke en de sociale inlichtingen. Strompelend en zonder medische hulp in te hebben geroepen bereikte hij zijn contactadres. Via een koerierster werd de Radio-Telefonie (RT) set van De Brauw op het schuiladres van Smid opgehaald.

### Een onderduikadres in Den Haag
De Brauw reisde naar zijn onderduikadres in Den Haag. Zijn onderduikadres was gelegen in de wijk Marlot. De inlichtingen die door de verzetsgroep B-R werden aangeleverd verzond hij via zijn RT-set aan de operator van het BI. De operator zat in een verkenningsvliegtuig van de Royal Airforce dat op afgesproken tijden boven Den Haag en omgeving cirkelde. Het kwam ook voor dat De Brauw zijn berichten via een S-phone naar de operator in het vliegtuig verzond. De S-phone was een voorloper van de huidige Megafoon. Het apparaat was geschikt om berichten in “klare taal” naar de operator in het vliegtuig te verzenden. De kwaliteit van het radiocontact van beide verbindingsmiddelen was redelijk tot goed. Tijdens zijn radiocontacten met het BI maakte De Brauw gebruik van de codenamen; Julius, F. Dickens, Pijpekop en Huizinga. Tijdens zijn contacten in “het veld” gebruikte hij de schuilnaam; C.P. van Wingerden. Daar de Duitsers de woonwijk Marlot, wegens de bouw van de tegenoverliggende V2 lanceerstellingen, ontruimden, week De Brauw in september 1944 uit naar Leiden.

### Een onderduikadres in Leiden
In Leiden gaf De Brauw, de inlichtingen die hem door de verzetsorganisaties werden aangeleverd door aan de operator van het BI in het overvliegende verkenningsvliegtuig. Al snel kwam De Brauw erachter dat zijn onderduikadres ongeschikt was om van daaruit zijn werkzaamheden uit te kunnen voeren. Het was een groot huis. Het nadeel van het grote huis was dat er veel mensen zaten ondergedoken. Daarnaast werd het huis als bevoorradingsmagazijn voor de illegaliteit gebruikt.

## Arrestatie
Kort voordat De Brauw zich naar een veiliger onderkomen wilde verplaatsen sloeg de SD op 14 oktober 1944 toe. De RT-set van De Brauw werd uitgepeild. Toen de razzia een feit was hield De Brauw zich samen met een aantal onderduikers op de zolder van het huis verborgen. De Duitsers deden een huiszoeking. Ze stonden op het punt om de zolder te verlaten. Toen het luik waar de onderduikers achter verscholen zaten open viel. Alle onderduikers met inbegrip van De Brauw werden door de SD gearresteerd. Later zou blijken dat het huis al een tijd lang door de SD in de gaten werd gehouden. De Brauw werd voor verhoor naar de Oranjehotel overgebracht, waar hij door SD und SS-Hauptscharführer Heinrich Kurt Otto Haubrock werd verhoord. In februari 1945 werd hij samen met Martinus Adolph Cornelis Sutherland (1917-1982) en een aantal andere gevangenen op transport gesteld naar Neuengamme in Duitsland.

## Bombardement
Bij de doorstoot van de Britten in de richting van Hamburg-Lübeck joegen de SS bewakers van het concentratiekamp Neuengamme de gevangenen die nog in staat waren om te lopen naar de haven van Lübeck. Begin mei 1945 werden de 28.000 gevangenen, waaronder De Brauw, ingescheept op drie passagiersschepen, waaronder de “Cap Arcona”. Op 4 mei 1945 kwam De Brauw om het leven nadat de schepen op de Oostzee bij vergissing door de Britten waren gebombardeerd. Het geluk van Sutherland was dat hij fysiek niet in staat was om te voet de haven van Lübeck te bereiken.
De Brauw was het enige kind van zijn ouders. Frans Dijckmeester heeft zijn zoon naar hem genoemd.

## Onderscheidingen
- De Bronzen Leeuw, KB nr.8 van 30 augustus 1948 (postuum toegekend)[1].